# Amblychia moltrechti
Amblychia moltrechti là một loài bướm đêm trong họ Geometridae.